# افتخارات تیم ملی فوتبال آلمان

تیم ملی فوتبال مردان آلمان با چهار ستاره به نشانه چهار قهرمانی در جام جهانی

تیم ملی فوتبال زنان آلمان با دو ستاره به نشانه دو قهرمانی در جام جهانی

تیم ملی فوتبال آلمان در سال ۱۹۴۹، آلمان به دو تیم آلمان غربی و آلمان شرقی تقسیم شد که هر دو توسط فیفا به رسمیت شناخته شدند تا سال ۱۹۹۰ که دوباره با هم متحد شدند. رکوردهای این دو تیم، با هم ادغام شده است.
آلمان پس از برزیل دومین تیم ملی موفق فوتبال در دنیاست. آن‌ها چهار بار قهرمان جام جهانی فوتبال (۱۹۵۴، ۱۹۷۴، ۱۹۹۰، ۲۰۱۴) و سه بار قهرمان جام ملت‌های اروپا (۱۹۷۲، ۱۹۸۰، ۱۹۹۶) شده‌اند. آن‌ها همچنین دارای چهار نایب‌قهرمانی در جام جهانی، سه نایب‌قهرمانی در جام ملت‌های اروپا، چهار مقام سومی در جام جهانی، سه مقام سومی در جام ملت‌های اروپا و یک رتبه چهارم در جام جهانی هستند.
آلمان شرقی در سال ۱۹۷۶ قهرمان المپیک نیز شد. علاوه بر این، آلمان‌ها در این رقابت‌ها به دو مقام نایب‌قهرمانی، سه مقام سومی و یک رتبه چهارمی دست یافتند.
از دیگر افتخارات آلمانی‌ها می‌توان به قهرمانی در جام کنفدراسیون‌ها ۲۰۱۷ و یک مقام سومی در این مسابقات اشاره کرد.
آلمان تنها کشوری است که هم در ردهٔ مردان و هم در ردهٔ زنان در جام جهانی فوتبال به مقام قهرمانی رسیده است. همچنین تنها کشور اروپایی (در دنیا به همراه برزیل) است که به تمام جام‌های جهانی که اجازهٔ حضور در آن‌ها را داشته، راه یافته است. سرمربی فعلی این تیم، یولیان ناگلسمان است.
تیم ملی فوتبال زنان آلمان یکی از موفق‌ترین تیم‌های فوتبال زنان به‌شمار می‌آید. این تیم دارای دو قهرمانی جام جهانی زنان در سال‌های ۲۰۰۳ و ۲۰۰۷ است. به علاوه آن‌ها یک نایب‌قهرمانی و دو رتبه چهارمی نیز دارند. آلمان تنها کشوری است که در هر دو ردهٔ مردان و زنان قهرمان جهان شده است.
تیم زنان آلمان در هشت دوره از دوازده دورهٔ جام ملت‌های اروپای زنان از جمله شش دورهٔ پیاپی این رقابت‌ها قهرمان شده است. آن‌ها یک بار نیز چهارم شده‌اند. همچنین آلمان تنها کشوری است که در هر دو ردهٔ مردان و زنان در جام ملت‌های اروپا به مقام قهرمانی رسیده است (هلند در سال ۲۰۱۷ به این رکورد رسید).
تیم فوتبال زنان آلمان دارای سه مدال برنز و یک طلا در المپیک فوتبال زنان است که به ترتیب در سال‌های ۲۰۰۰، ۲۰۰۴، ۲۰۰۸ و ۲۰۱۶ به‌دست آمده‌اند. همچنین آن‌ها تنها کشوری هستند که در ردهٔ مردان و زنان فوتبال المپیک به مدال طلا رسیده‌اند.

## افتخارات تیم مردان

### رقابت‌های بزرگ
جام جهانی
- قهرمانی (۴): ۱۹۵۴، ۱۹۷۴، ۱۹۹۰، ۲۰۱۴
- نایب قهرمانی (۴): ۱۹۶۶، ۱۹۸۲، ۱۹۸۶، ۲۰۰۲
- مقام سومی (۴): ۱۹۳۴، ۱۹۷۰، ۲۰۰۶، ۲۰۱۰
- جایگاه چهارمی (۱): ۱۹۵۸

جام ملت‌های اروپا
- قهرمانی (۳): ۱۹۷۲، ۱۹۸۰، ۱۹۹۶
- نایب قهرمانی (۳): ۱۹۷۶، ۱۹۹۲، ۲۰۰۸
- مقام سومی (۳): ۱۹۸۸، ۲۰۱۲، ۲۰۱۶

بازی‌های المپیک تابستانی
- مدال طلا (۱): ۱۹۷۶
- مدال نقره (۲): ۱۹۸۰، ۲۰۱۶
- مدال برنز (۳): ۱۹۶۴، ۱۹۷۲، ۱۹۸۸
- جایگاه چهارمی (۱): ۱۹۵۲

جام کنفدراسیون‌ها
- قهرمانی (۱): ۲۰۱۷
- مقام سومی (۱): ۲۰۰۵
- لیگ ملت های اروپا
- جایگاه چهارمی (۱): ۲۰۲۵_۲۰۲۴

| مرور کلی                | مرور کلی | مرور کلی | مرور کلی | مرور کلی |
| رقابت                   | اول      | دوم      | سوم      | چهارم    |
| ----------------------- | -------- | -------- | -------- | -------- |
| جام جهانی               | ۴        | ۴        | ۴        | ۱        |
| جام ملت‌های اروپا        | ۳        | ۳        | ۳        | x        |
| بازی‌های المپیک تابستانی | ۱        | ۲        | ۳        | ۱        |
| جام کنفدراسیون‌ها        | ۱        | ۰        | ۱        | ۰        |
| لیگ ملت‌های اروپا        | ۰        | ۰        | ۰        | ۱        |
| مجموع                   | ۹        | ۹        | ۱۱       | ۳        |

منبع

### رقابت‌های کوچک
جام یو.اس.
- قهرمانی (۱): ۱۹۹۳

مسابقات صدمین سالگرد سوئیس
- قهرمانی (۱): ۱۹۹۵

مسابقات چهار ملت
- مقام سومی (۱): ۱۹۸۸

مسابقات آزتکا ۲۰۰۰
- مقام سومی (۱): ۱۹۸۵

### جوایز
جایزه بازی جوانمردانه جام جهانی
- برنده (۱): ۱۹۷۴

جایزه جذابترین تیم جام جهانی از نظر مخاطبان
- برنده (۱): ۲۰۱۰

جایزه بازی جوانمردانه جام کنفدراسیون‌ها
- برنده (۱): ۲۰۱۷

تیم سال فیفا
- برنده (۳): ۱۹۹۳، ۲۰۱۴، ۲۰۱۷

جایزه جهانی لوریوس برای تیم سال
- برنده (۱): ۲۰۱۵

جایزه بهترین تیم سال به انتخاب ورلد ساکر
- برنده (۲): ۱۹۹۰، ۲۰۱۴

قهرمانی غیررسمی جهان
- برنده (۳۱): ۳۱ بار

جایزه بهترین تیم ورزشی سال آلمان
- برنده (۱۰): ۱۹۶۶، ۱۹۷۰، ۱۹۷۴، ۱۹۸۰، ۱۹۹۰، ۱۹۹۶، ۲۰۰۲، ۲۰۰۶، ۲۰۱۰، ۲۰۱۴

جایزه برگ بوی نقره‌ای
- برنده (۷): ۱۹۵۴، ۱۹۷۲، ۱۹۷۴، ۱۹۸۰، ۱۹۹۰، ۱۹۹۶، ۲۰۱۴

جایزه بهترین تیم سال به انتخاب لاگاتزتا دلو اسپورت
- برنده (۳): ۱۹۸۰، ۱۹۹۰، ۲۰۱۴

جایزه بامبی
- برنده (۲): ۱۹۸۶، ۱۹۹۶

جایزه تلویزیون آلمان
- برنده (۱): ۲۰۱۰

جایزه پرنده طلایی
- برنده (۳): ۲۰۰۶، ۲۰۱۰، ۲۰۱۴

## افتخارات تیم زنان

### رقابت‌های بزرگ
جام جهانی زنان
- قهرمانی (۲): ۲۰۰۳، ۲۰۰۷
- نایب قهرمانی (۱): ۱۹۹۵
- جایگاه چهارمی (۲): ۱۹۹۱، ۲۰۱۵

جام ملت‌های اروپای زنان
- قهرمانی (۸): ۱۹۸۹، ۱۹۹۱، ۱۹۹۵، ۱۹۹۷، ۲۰۰۱، ۲۰۰۵، ۲۰۰۹، ۲۰۱۳
- نایب قهرمانی (۱): ۲۰۲۲
- جایگاه چهارمی (۱): ۱۹۹۳

بازی‌های المپیک تابستانی
- مدال طلا (۱): ۲۰۱۶
- مدال برنز (۳): ۲۰۰۰، ۲۰۰۴، ۲۰۰۸

| مرور کلی                | مرور کلی | مرور کلی | مرور کلی | مرور کلی |
| رقابت                   | اول      | دوم      | سوم      | چهارم    |
| ----------------------- | -------- | -------- | -------- | -------- |
| جام جهانی زنان          | ۲        | ۱        | ۰        | ۲        |
| جام ملت‌های اروپای زنان  | ۸        | ۱        | ۰        | ۱        |
| بازی‌های المپیک تابستانی | ۱        | ۰        | ۳        | ۰        |
| مجموع                   | ۱۱       | ۲        | ۳        | ۳        |

منبع

### رقابت‌های کوچک
جام آلگاروه
- قهرمانی (۴): ۲۰۰۶، ۲۰۱۲، ۲۰۱۴، ۲۰۲۰
- نایب قهرمانی (۳): ۲۰۰۵، ۲۰۱۰، ۲۰۱۳
- مقام سومی (۱): ۲۰۱۵
- جایگاه چهارمی (۳): ۲۰۰۲، ۲۰۰۸، ۲۰۰۹

مسابقات جهانی دعوتی زنان
- قهرمانی (۲): ۱۹۸۱، ۱۹۸۴
- مقام سومی (۱): ۱۹۸۷

جام شی‌بیلیوز
- نایب قهرمانی (۲): ۲۰۱۶، ۲۰۱۷
- جایگاه چهارمی (۱): ۲۰۱۸

مسابقات چهار ملت
- نایب قهرمانی (۱): ۲۰۰۲
- مقام سومی (۳): ۲۰۰۳، ۲۰۰۵، ۲۰۰۷

جام موندیالیتو
- نایب قهرمانی (۱): ۱۹۸۴

جام آرنولد کلارک
- جایگاه چهارمی (۱): ۲۰۲۰

### جوایز
جایزه بازی جوانمردانه جام جهانی
- برنده (۱): ۱۹۹۱

جایزه جذابترین تیم جام جهانی از نظر مخاطبان
- برنده (۱): ۲۰۰۳